# Креода (король Мерсії)
Креода (англ. Creoda; ? — загинув у 593) — перший правитель Мерсії, що згадується в хроніках з королівським титулом (585—593). Згідно з літописами Креода був сином Кіневальда, внуком Кнебби та правнуком Ікела — членів правлячої династії Іклінгів. І хоча Креода був представником лише четвертого покоління англів, які переселись до Британії, проте історичні джерела згадують його саме як першого правителя королівства Мерсія. Одним з пояснень даного факту може бути те, що англи спочатку оселились на сході Британії і переселились в регіон, який згодом називатиметься Мерсією, лише з приходом до влади Креоди. У 585 році він захопив північно-східні землі Калхвінеда та заснував тут королівство Мерсія. 593 року він знову напав на Калхвінед, де при Барберхілл відбулась битва між Південним Регедом, Калхвінедом та Вессексом з одного боку, та Нортумбрією, Мерсією та Східною Англією — з іншого. Останні зазнали поразки, а сам Креода загинув під час битви. Мерсійські володіння успадкував його син Пібба.